# المعمورة (دوعن)

'

تعديل مصدري - تعديل

المعمورة هي إحدى قرى عزلة صيف بمديرية دوعن التابعة لمحافظة حضرموت، بلغ تعداد سكانها 217 نسمة حسب تعداد اليمن لعام 2004.